# Gauz

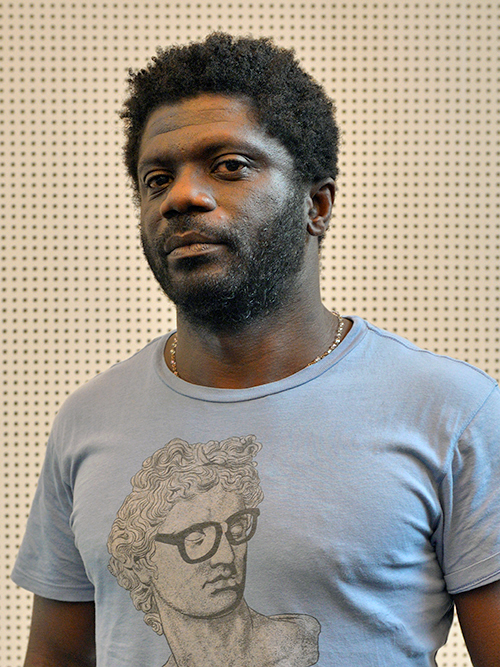
Gauz (2014)

Gauz (auch GauZ’ geschrieben), mit Geburtsname Armand Patrick Gbaka-Brédé (* 22. März 1971 in Abidjan, Côte d’Ivoire) ist ein französischer Fotograf, Drehbuchautor, Journalist und Schriftsteller.

## Leben
Gauz, der französischer Staatsbürger ist, war Chefredakteur einer ivorischen satirischen Wirtschaftszeitschrift. In Frankreich erlangte er durch seinen Erstlingsroman Debout-Payé eine gewisse Bekanntheit und wurde für diesen Roman ausgezeichnet. Für den Film Apres l’Océan schrieb er das Drehbuch. Beide Werke wurde im französischen Verlag Le Nouvel Attila veröffentlicht wie auch der 2020 erschienene Titel „Black manoo“.

## Preise und Auszeichnungen
- 2014: Prix des libraires Gibert Joseph für Debout-Payé.
- 2014: Bester französischer Erstlingsroman des Jahres 2014 der Zeitschrift Lire für denselben Roman.
- 2023: International-Booker-Prize-Shortlist mit Standing Heavy (Debout-Payé), in der Übersetzung von Frank Wynne

## Veröffentlichungen
- Debout-Payé. Éditions Le Nouvel Attila, Paris 2014, ISBN 978-2-37100-004-9.
  - Übers. Sven Wachowiak: Wartelöhner. Unrast, Münster 2016, ISBN 978-3-89771-606-3.
- Apres l’Océan, Drehbuch. Éditions Le Nouvel Attila, Paris 2014.
- Black manoo.  Éditions Le Nouvel Attila, 2020, ISBN 978-2-37100-075-9